# Celebrator - Rare Tracks
Celebrator - Rare Tracks è una raccolta pubblicata dalla band heavy metal tedesca U.D.O. nel 2012.
L'album contiene, come si evince dal sottotitolo, rarità, pubblicate in origine nei vari EP ed edizioni speciali degli album, ma anche inediti mai pubblicati prima, quali "Tallyman" (dalle sessioni di registrazione di Rev-Raptor), "The Silencer" (dalle sessioni di Dominator) ed "Artificialized" (Mastercutor).
La maggioranza delle canzoni sono state registrate negli anni che vanno dal 1997 al 2011, ma l'ultima canzone della compilation, "Born to Be Wild",  è eseguita dai Raven in collaborazione con Udo Dirkschneider ed è tratta dal loro album del 1983 All for One.

## Tracce

### CD 1
1. Stormbreaker (testo: Stefan Kaufmann, Udo Dirkschneider) – traccia bonus dell'edizione giapponese di Rev-Raptor
2. Tallyman (testo: Kaufmann, Dirkschneider) – inedito registrato durante le sessioni di Rev-Raptor
3. Run! (testo: Kaufmann, Dirkschneider) – remix originariamente pubblicato nel DVD Thundervision
4. Free or Rebellion (testo: Kaufmann, Dirkschneider) – originariamente pubblicato nel DVD Thundervision
5. Bleeding Heart (testo: Kaufmann, Dirkschneider) – traccia bonus dell'edizione giapponese di Dominator
6. The Silencer (testo: Kaufmann, Dirkschneider) – inedito registrato durante le sessioni di Dominator
7. Bodyworld (testo: Kaufmann, Dirkschneider) – originariamente pubblicato nell'EP Infected
8. Systematic Madness (testo: Kaufmann, Dirkschneider) – originariamente pubblicato nell'EP Infected
9. Head Over Heels (Accept cover) (testo: HammerFall feat. Udo Dirkschneider) – originariamente pubblicato nell'album Masterpieces
10. Balls To The Wall (Accept cover) (testo: Deaffy, Dirkschneider, Hoffmann, Frank, Baltes, Kaufmann) – versione acustica originariamente pubblicata nell'album Metallized
11. Artificialized (testo: Kaufmann, Dirkschneider) – inedito registrato durante le sessioni di Mastercutor
12. They Only Come Out At Night (testo: Lordi feat. Udo Dirkschneider) – originariamente pubblicato nell'album The Arockalypse
13. Streets of Sin (testo: Kaufmann, Dirkschneider) – originariamente pubblicato nell'EP The Wrong Side of Midnight

### CD 2
1. Tears of A Clown (testo: Kaufmann, Dirkschneider) – classical version
2. Man a King Ruler (testo: Kaufmann, Dirkschneider) – traccia bonus dell'edizione giapponese di Mastercutor
3. Hardcore Lover (testo: Kaufmann, Dirkschneider) – remix originariamente pubblicato nell'EP 24/7
4. Scream Killers (testo: Kaufmann, Dirkschneider) – originariamente pubblicato nell'EP 24/7
5. Platchet Soldat (testo: Kaufmann, Dirkschneider) – remix feat. Faktor2
6. Borderline (testo: Kaufmann, Dirkschneider) – traccia bonus dell'edizione giapponese di Thunderball
7. Dancing With an Angel (testo: Kaufmann, Dirkschneider) – remix feat. Doro Pesch
8. X-T-C (testo: Accept cover) – originariamente pubblicato nell'album A Tribute to Accept Vol. II
9. Azrael (testo: Kaufmann, Dirkschneider) – remix dall'album No Limits
10. The Key (testo: Kaufmann, Dirkschneider) – remix dall'edizione giapponese di No Limits
11. Metal Gods (testo: Judas Priest cover) – originariamente pubblicato nell'album A Tribute to Judas Priest
12. Born to Be Wild (Steppenwolf cover) (testo: Raven feat. Udo Dirkschneider) – originariamente pubblicato nell'album All for One

## Formazione
- Udo Dirkschneider: voce
- Stefan Kaufmann: chitarra
- Igor Gianola: chitarra
- Fitty Wienhold: basso
- Francesco Jovino: batteria

### Altri musicisti
- Joacim Cans: voce (traccia "Head Over Heels")
- Kai Hansen: seconda voce (traccia "Head Over Heels")
- Oscar Dronjak: chitarra (traccia "Head Over Heels")
- Magnus Rosén: basso (traccia "Head Over Heels")
- Anders Johansson: batteria (traccia "Head Over Heels")
- Mr. Lordi - voce (traccia "They Only Come Out at Night")
- Amen - chitarra (traccia "They Only Come Out at Night")
- Kalma - basso (traccia "They Only Come Out at Night")
- Kita - batteria (traccia "They Only Come Out at Night")
- Awa - tastiere (traccia "They Only Come Out at Night")
- Mathias Dieth: chitarra (traccia "Hardcore Lover")
- Doro Pesch - voce (traccia "Dancing With an Angel")
- Lorenzo Milani: batteria (tracce "Dancing With an Angel" e "X-T-C")
- Jürgen Graf: chitarra (tracce "Azrael", "The Key" e "Metal Gods")
- Stefan Schwarzmann: batteria (tracce "Hardcore Lover", "Azrael", "The Key" e "Metal Gods")
- John Gallagher: voce, basso (traccia "Born to Be Wild")
- Mark Gallagher: chitarra (traccia "Born to Be Wild")
- Rob Hunter: batteria (traccia "Born to Be Wild")